# Targa d'oro
El premi "Targa d'oro" és un premi cinematogràfic, atorgat pel mateix jurat del premi David di Donatello als millor artistes estrangers. El darrer es va entregar el 2001.

## Guanyadors
- 1956
  - Stewart Granger, per la seva interpretació a: Passos en la boira (Footsteps in the Fog); dirigida per Arthur Lubin
  - Jean Simmons, per la seva interpretació a: Passos en la boira (Footsteps in the Fog); dirigida per Arthur Lubin
- 1957
  - Alberto Lattuada, per la seva direcció a: Guendalina
  - Alberto Ancillotto, per la seva direcció a: L'incanto della foresta; documental
- 1958
  - Vittorio De Sica, per la seva supervisió a: Anna di Brooklyn; dirigida per Vittorio De Sica e Carlo Lastricati
  - Antonio Pietrangeli, per la seva direcció a: Nata di marzo
  - Marilyn Monroe, per la seva interpretació a: El príncep i la corista (The Prince and the Showgirl); dirigida per Laurence Olivier
  - Goffredo Lombardo, pel conjunt de la seva producció
  - Spyros Skouras, pel conjunt de la seva producció
- 1959
  - Renato Rascel, per la seva interpretació a: Policarpo, ufficiale di scrittura; dirigida per Mario Soldati
  - Sophia Loren, per la seva interpretació a: The Black Orchid; dirigida per Martin Ritt
  - Susan Hayward, per la seva interpretació a: Vull viure (I Want to Live!); dirigida per Robert Wise
- 1960
  - Elizabeth Taylor, per la seva interpretació a: De sobte, l'últim estiu (Suddenly, Last Summer); dirigida per Joseph L. Mankiewicz
  - 20th Century Fox, per la producció de: The Diary of Anne Frank; dirigida per George Stevens
  - Grigori Txukhrai, per la seva direcció a: La balada d'un soldat (Баллада O Cолдате: Ballada o soldate)
  - Giuseppe Amato, pel conjunt de la seva direcció i producció
  - Angelo Rizzoli, pel conjunt de la seva producció
  - Titanus, pel conjunt de la seva producció i distribució
- 1961
  - no concedit
- 1962
  - no concedit
- 1963
  - Monica Vitti, per la seva interpretació a: Les quatre vérités; dirigida per Alessandro Blasetti, Hervé Bromberger, René Clair i Luis García Berlanga
  - Antoine Lartigue, per la seva interpretació (un dels nens) a: La Guerre des boutons; dirigida per Yves Robert
  - Alessandro Blasetti, pel conjunt de les seves pel·lícules
- 1964
  - Catherine Spaak, per la seva interpretació a: La noia; dirigida per Damiano Damiani
  - Universal International, per la seva contribució artística a: Sciarada (Sciarada); dirigida per Stanley Donen
  - Mario Cecchi Gori, pel conjunt de la seva producció
- 1965
  - Michael Cacoyannis, per la seva direcció a: Zorba the Greek (Zorba the Greek/Alexis Zorbas)
  - Anthony Quinn, per la seva interpretació a: Zorba the Greek (Zorba the Greek/Alexis Zorbas); dirigida per Michael Cacoyannis
  - Melina Mercouri, per la seva interpretació a: Topkapi (Topkapi); dirigida per Jules Dassin
  - Dino De Laurentiis, pel conjunt de la seva producció
- 1966
  - Rosanna Schiaffino, per la seva interpretació a: La mandragola; dirigida per Alberto Lattuada
  - Lana Turner, per la seva interpretació a: Madame X (Madame X); dirigida per David Lowell Rich
  - Mario Chiari, per la fotografia de: La Bibbia (The Bible: in the beginning...); dirigida per John Huston
  - Giuseppe Rotunno, per l'escenografia de: La Bibbia (The Bible: in the beginning...); dirigida per John Huston
  - Vincenzo Labella, per la seva direcció i guió a: Prologue: The Artist Who Did Not Want to Paint; Curtmetratge documental sobre Michelangelo (13 min.)
- 1967
  - Jàn Kàdar i Elmar Klos, per la seva direcció a: Obchod na korze
  - Graziella Granata, per la seva interpretació a: La ragazza del bersagliere; dirigida per Alessandro Blasetti
  - Robert Dorfman, per la producció de: La gran gresca (La grande vadrouille); dirigida per Gérard Oury
  - Ingmar Bergman, pel conjunt de la seva filmografia
- 1968
  - Damiano Damiani, per la seva direcció a: Il giorno della civetta
  - Nino Manfredi, per la seva interpretació a: Italian Secret Service; dirigida per Luigi Comencini – i a: Il padre di famiglia; dirigida per Nanni Loy
  - Lisa Gastoni, per la seva interpretació a: Grazie zia; dirigida per Salvatore Samperi
- 1969
  - Florinda Bolkan, per la seva interpretació a: Metti, una sera a cena; dirigida per Giuseppe Patroni Griffi
  - Leonard Whiting i Olivia Hussey, per la seva interpretació a: Romeo e Giulietta; dirigida per Franco Zeffirelli
- 1970
  - no concedit
- 1971
  - no concedit
- 1972
  - no concedit
- 1973
  - no concedit
- 1974
  - no concedit
- 1975
  - no concedit
- 1976
  - Ennio Lorenzini, per la seva direcció a: Quanto è bello lu murire acciso
  - Sydney Pollack, per la seva direcció a: Els tres dies del Còndor (Three Days of the Condor)
  - Michele Placido, per la seva interpretació a: Marcia trionfale; dirigida per Marco Bellocchio
  - Christian De Sica, per la seva interpretació a: Giovannino; dirigida per Paolo Nuzzi
  - Agostina Belli, per la seva interpretació a: Telefoni bianchi; dirigida per Dino Risi
  - Martin Bregman e Martin Elfand, per la producció de: Tarda negra (Dog Day Afternoon); dirigida per Sidney Lumet
  - Ornella Muti, pel conjunt de la seva interpretació
- 1977
  - no concedit
- 1978
  - no concedit
- 1979
  - no concedit
- 1980
  - no concedit
- 1981
  - no concedit
- 1982
  - no concedit
- 1983
  - no concedit
- 1984: Targa d'Oro especial per a aquells que han guanyat més David que Donatello.
  - Vittorio Gassman
  - Sophia Loren
  - Nino Manfredi
  - Mariangela Melato
  - Alberto Sordi
  - Monica Vitti
- del 1985 al 1999
  - no concedit
- 2001
  - Daniel Radcliffe
  - Giancarlo Giannini
  - Mariangela Melato
  - Alessandro von Normann
  - U.N.I.T.E.C. - Unione Nazionale Industrie Tecniche Cineaudiovisive